# Mitrasacme nummularia
Mitrasacme nummularia är en tvåhjärtbladig växtart som beskrevs av Spencer Le Marchant Moore. Mitrasacme nummularia ingår i släktet Mitrasacme och familjen Loganiaceae. Inga underarter finns listade i Catalogue of Life.